# Kotschya africana
Kotschya africana là một loài thực vật có hoa trong họ Đậu. Loài này được Endl. miêu tả khoa học đầu tiên.